# Lénárd László (neurobiológus)

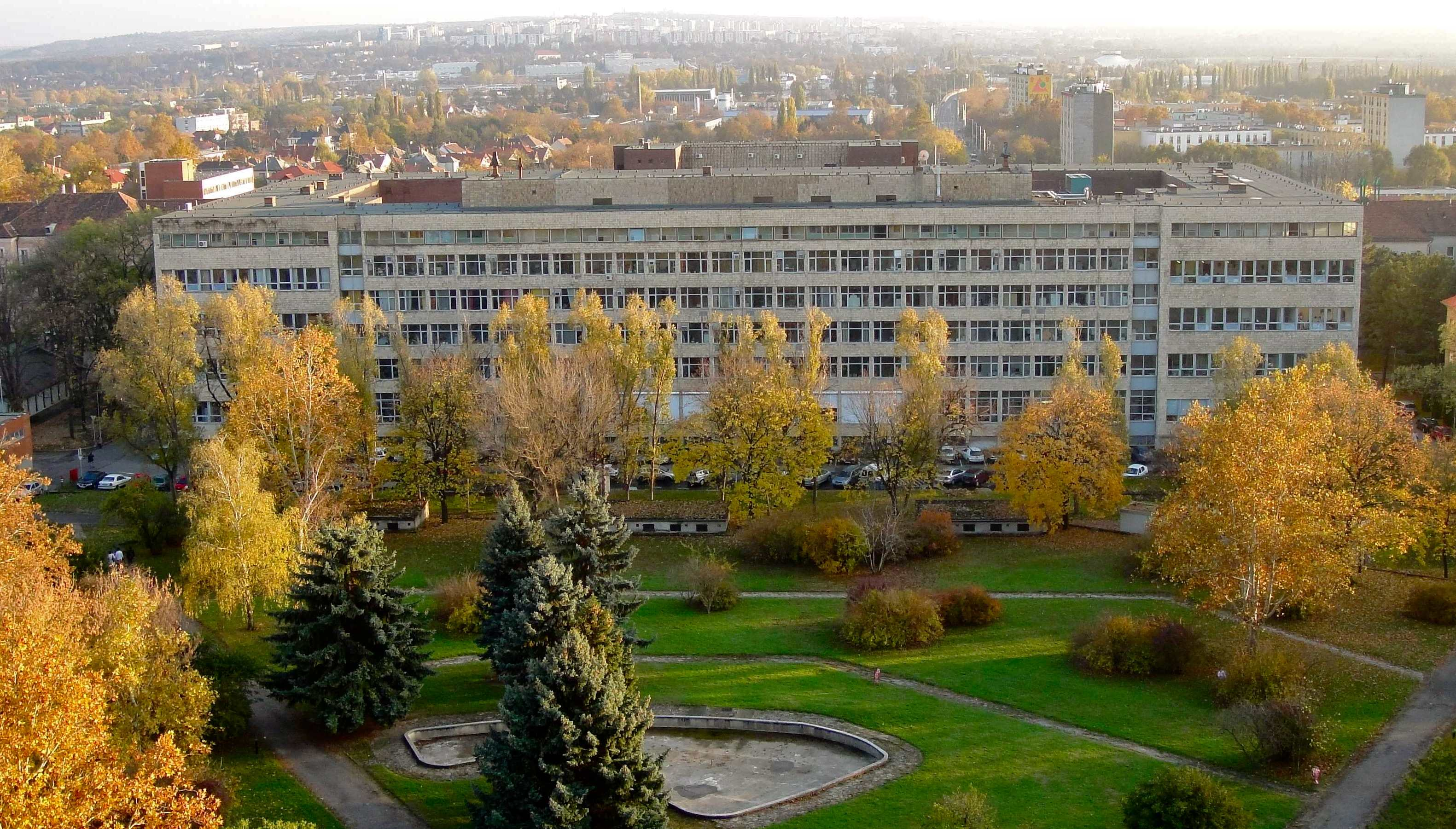
1969 óta a Pécsi Tudományegyetemen dolgozik

Lénárd László (Pécs, 1944. október 26. –) Széchenyi-díjas orvos, neurobiológus, egyetemi tanár, a Magyar Tudományos Akadémia rendes tagja. Kutatási területe az idegélettan és a magatartás-tudomány. 1990 és 2009 között a Pécsi Tudományegyetem (2000 előtt Pécsi Orvostudományi Egyetem) Élettani Intézet igazgatója. 1997 és 2000 között a POTE rektorhelyettes, majd az egyetemi integráció után 2003-ig a Pécsi Tudományegyetem (PTE) Általános Orvostudományi Kar dékánja. 2003 és 2007 között a PTE rektora.

## Életpályája
A Nagy Lajos Gimnáziumban érettségizett, majd 1963-ban kezdte meg egyetemi tanulmányait a Pécsi Orvostudományi Egyetemen, ahol 1969-ben kapott orvosi diplomát. Ezt követően az egyetem Ideg- és Elmegyógyászati Klinikáján volt gyakornok, majd 1970-től az Élettani Intézet munkatársa lett. Emellett dolgozott az MTA Idegélettani Kutatócsoportjában is. 1989-ben tudományos tanácsadói beosztásba került. 1990-ben az egyetem állatélettani tanszékén kezdett el oktatni, egyetemi tanári kinevezéssel, emellett az egyetem Élettani Intézetének igazgatói pozícióját is átvette. 1997 és 2000 között Széchenyi professzori ösztöndíjjal kutatott. 1997-ben az egyetem rektorhelyettesévé választották, majd 2000-ben a Janus Pannonius Tudományegyetemmel való egyesítés után a Pécsi Tudományegyetem Általános Orvostudományi Kar dékánja. 2003-ban az új egyetem rektorává választották. Tisztségét 2007-ig viselte. Intézetigazgatói pozícióját 2009-ben adta át utódjának. 2014-ben emeritálták.
1980-ban védte meg az orvostudományok kandidátusi, 1989-ben akadémiai doktori értekezését. Az MTA Neurobiológiai Tudományos Bizottságának, a Környezet és Egészség Osztályközi Állandó Bizottságnak és a Pécsi Akadémiai Bizottságnak lett tagja. Utóbbinak 2018-tól elnöke. A Neurobiológiai Tudományos Bizottságot 1995 és 1997 között vezette. 2001-ben választották meg a Magyar Tudományos Akadémia levelező, 2007-ben rendes tagjává. Akadémiai tevékenységén túl jelentős szerepet töltött be a tudományos egyesületi életben is: 1992 és 1994 között a Nemzetközi Magatartás-Idegtudományi Társaság (IBNS) vezetőségi tagja, 1993 és 1997 között a Magyar Idegtudományi Társaság elnöke, valamint 1989-től hosszú ideig a Magyar Élettani Társaság alelnöke volt. Ezenkívül a Grastyán Endre Alapítvány kuratóriumába is bekerült. Számos tudományos szakfolyóirat szerkesztőbizottsági munkájában is aktív: Obesitologia Hungarica, Appetite, Behavioral Brain Research és Acta Physiologica Hungarica.

## Díjai, elismerései
- Kiváló munkáért miniszteri kitüntetés (1989)
- Pro Scientia (1989, 1993)
- Témavezető Mester kitüntetés a tudományos utánpótlás neveléséért (1993)
- IBNS Fellow Award (1995)
- Széchenyi professzori ösztöndíj (1997)
- Szentágothai szakkuratóriumi díj (2000)
- Grastyán-díj (2001, 2008)
- Arany János Közalapítvány Szentágothai szakkuratóriumi díja (Arany János Közalapítvány) (2000)
- Markusovszky-emlékplakett (2004)
- Myers Lifetime Achievement Award for Outstending Scientific Contributions to the Field of Behavioral Neuroscience (International Behavioral Neuroscience Society) (2005)
- Pro Facultate Medicinae arany fokozata (2007)
- Pro Facultate kitüntetés (PTE ETK) (2007)
- Pro Universitate (2010)
- Széchenyi-díj (2011)
- A Magyar Érdemrend parancsnoki keresztje polgári tagozata (2023)[2]
- Lénárd László Pécs diszpolgára. 2023.09.01.[3]

- Szent István Tudományos Akadémia tagja. (2025)

## Főbb publikációi
- Lénárd László (1944-) 5 publikációjának az adatai. OSZK. Katalógus.[4]
- Amygdalar noradrenergic and dopaminergic mechanisms in the regulation of hunger and thirst-motivated behavior (társszerző, 1982)
- Self-injection of amphetamine directly into the brain (társszerző, 1983)
- Feeding-related activity of glucose- and mophine-sensitive neurons in the monkey amygdala (társszerző, 1986)
- Responses of lateral hyptohalamic glucose-sensitive and glucose-insensitive neurons to chemical stimuli in behaving rhesus monkeys (társszerző, 1992)
- Glucose-sensitive neurons of the globus pallidus: I. Neurochemical characteristics (társszerző, 1995)
- Responses to the sensory properties of fat of neurons in the primate orbitofrontal cortex (társszerző, 1999)
- Effects of mobile GSM radiotelephone exposure on the auditory brainstem response (ABR) (társszerző, 1999)
- Effects of pretreatment with PACAP on the infarct size and functional outcome in rat permanent focal cerebral ischemia (társszerző, 2002)
- Plasma levels of acylated ghrelin during an oral glucose tolerance test in obese children (társszerző, 2007)
- Is there any relationship between obesity and mental flexibility in children? (társszerző, 2007)
- Altered executive function in obesity: Exploration of the role of affective states on cognitive abilities (társszerző, 2009)
- Reduced capacity in automatic processing of facial expression in restrictive anorexia nervosa and obesity (társszerző, 2011)
- Positive reinforcing effect of oxytocin microinjection in the rat central nucleus of amygdala (társszerző, 2016)